# اوپال نوبل
اوپال نوبل  (به انگلیسی: Opal_Noble) با فرمول شیمیایی SiO2.nH2O از مجموعه کانی هاست و لومینسانس قرمز - قهوه‌ای نشان می‌دهد. از نظر ظرافت رنگها محلول در KOH , HF برای اولین بار در استرالیا کشف شد و از نظر شکل بلور: بی شکل، رنگ: سفید - زرد - قرمز - سبز - قهوه‌ای قرمز - آبی - سیاه، شفافیت: شفاف - نیمه شفاف، شکستگی: صدفی - نامنظم، جلا: شیشه‌ای - چرب - مات، رخ: ندارد، سیستم تبلور: آمرف و در رده‌بندی اکسید است همچنین خاصیت مغناطیسی ندارد و منشأ تشکیل آن بعد از آتشفشانی - رسوبی است.
همایند کانی‌شناسی (پارانژ) آن سختی - انحلال در اسیدها (اوانسیت) -چگالی - خواص نوری - اشعه Xکالسدوئن - اوانسیت- مارکاسیت- هیدروفان- هیالیت و غیره است
، از نظر ژیزمان قلوه‌ای شکل - استالاکتیتی - کنکرسیونی - قشری - پسودومورف کمیاب است و بیشتر در چک اسلواکی، آلمان، آمریکا، مکزیک، هندوراس، استرالیا، URSS و برزیل یافت می‌شود قدیمی‌ترین اوپال نوبل‌های مربوط به آلمان هستند یافت می‌شود.

## منبع
- پردیس کشاورزی ایران